# Danie Gerber
Daniel Mattheus Gerber, detto Danie (Port Elizabeth, 14 aprile 1958), è un ex rugbista a 15 e allenatore di rugby a 15 sudafricano, tre quarti centro, considerato tra i migliori interpreti della specialità nell'era pre-professionistica della disciplina e ammesso nel 2007 nell'International Rugby Hall of Fame.

## Biografia
Cresciuto nel villaggio di Despatch nella provincia di Port Elizabeth, Danie Gerber militò nella selezione provinciale dell'allora Provincia Orientale (oggi Provincia del Capo Orientale) e poi nella Western Province; esordiente nel Sudafrica nel 1980, disputò solo 24 test match in 12 anni di attività internazionale a causa dell'isolamento politico cui il suo Paese fu sottoposto a causa del regime di apartheid lì vigente; inoltre, 10 di tali 24 test match furono disputati contro selezioni internazionali, 6 contro i Giaguari sudamericani, e 4 contro i New Zealand Cavaliers, formazione di All Blacks mai riconosciuta dalla Federazione neozelandese, la quale aveva cancellato il tour in Sudafrica in quanto quest'ultimo intraprendeva una politica contraria al suo statuto.
Questo comunque non impedì a Gerber di essere invitato, nel 1984, dai Barbarians in due incontri, uno dei quali contro la Scozia.
Disputò il suo ultimo incontro internazionale a Twickenham nel 1992 contro l'Inghilterra, e poco dopo cessò anche la sua attività di club in Sudafrica nelle file del Free State; nel 1993 fu ingaggiato in Italia dall'Aquila, che nel campionato 1993-94 giunse fino alla finale-scudetto; in tale torneo Gerber registrò il record di mete (20), l'ultima delle quali fu nell'incontro di finale contro il più quotato Milan, vincendo il quale la formazione abruzzese si laureò campione d'Italia per la quinta volta nella sua storia; nel 2007 Gerber è stato ammesso nell'International Rugby Hall of Fame con la motivazione di essere stato «un tre quarti centro di livello mondiale».

## Palmarès
- Campionati italiani: 1
L'Aquila: 1993-94